# Diósjenő
Diósjenő – wieś i gmina w północnej części Węgier, w pobliżu miasta Rétság. Gmina liczy 2856 mieszkańców (styczeń 2011) i zajmuje obszar 57,5 km².
Miejscowość leży na obszarze Średniogórza Północnowęgierskiego, w pobliżu granicy ze Słowacją. Administracyjnie należy do powiatu Rétság, wchodzącego w skład komitatu Nógrád.
Pierwsza wzmianka o tej miejscowości pochodzi z roku 1282.